# Sigray Antal
Gróf alsó- és felsősurányi Sigray Antal Mária Fülöp Alajos (Ivánc, 1879. május 12. – New York, 1947. december 26.) legitimista politikus, a Sigray család utolsó férfisarja.

## Élete

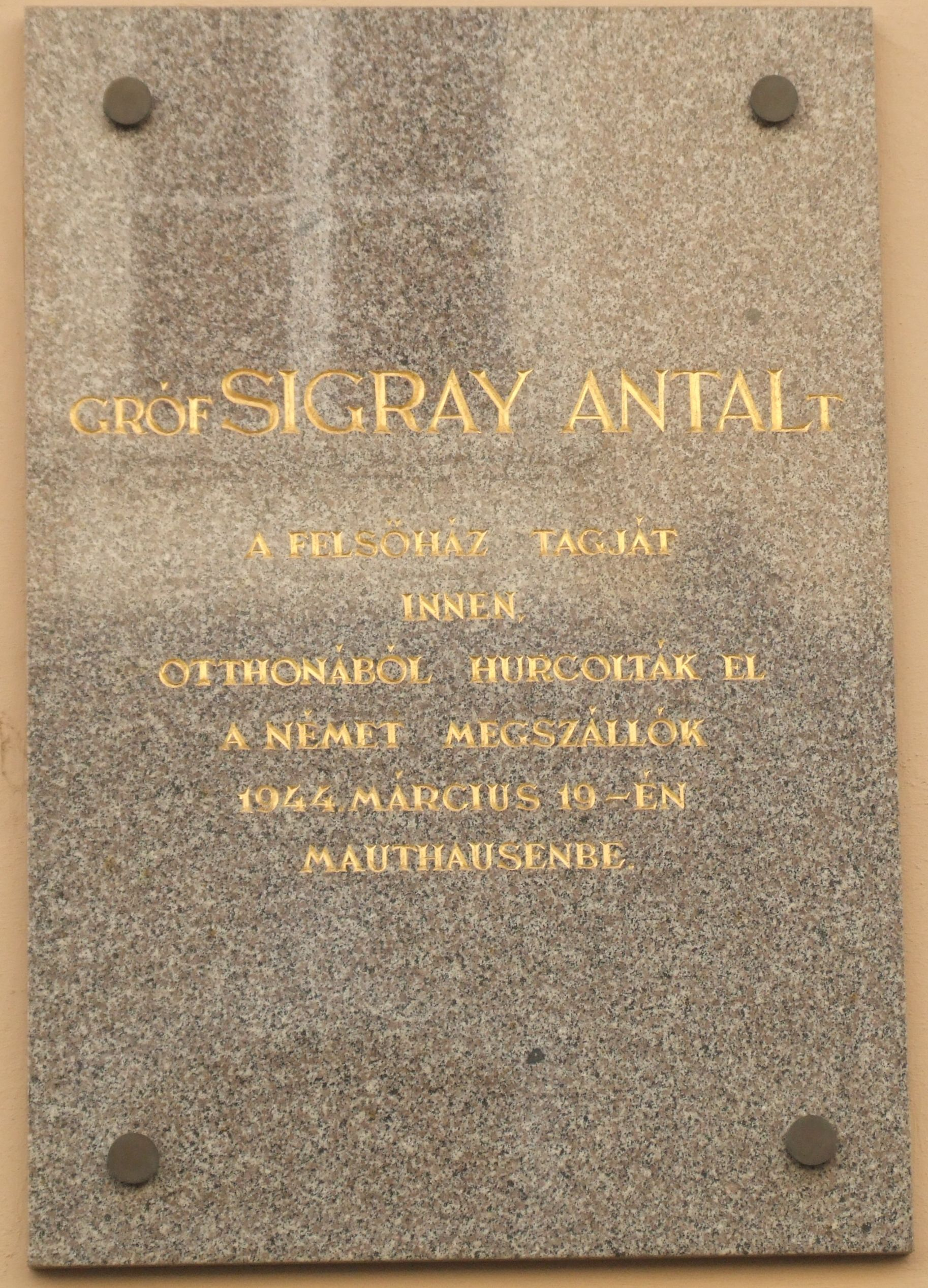
Sigray Antal emléktáblája az I. kerület Úri utca 60. szám alatt

A Sigray család grófi címere.

A főnemesi származású gróf felső- és alsósurányi Sigray család sarja. Apja, gróf felső- és alsósurányi Sigray Fülöp (1823–1883), császári és királyi kamarás, országgyűlési képviselő, a Kisfaludy Társaság alapító tagja, anyja, báró magurai Augusz Klára (1857–1889) volt. A házasságuk negyedik gyermekeként született. Apai nagyszülei gróf felső- és alsósurányi Sigray József (1768–1830), Somogy vármegye főispánja és kisjeszeni Jeszenszky Amália (1790-1848) voltak. Anyai nagyszülei báró magurai Augusz Antal (1807–1878), színházvezető, mecénás, és lovag Schwab Klára (1826-1894) voltak.
Tanulmányait Angliában és Budapesten végezte. 1904-től főrendiházi tag. 1919-ben Bécsben az Antibolsevista Comité egyik vezetője volt. 1919 augusztusában a Friedrich-kormány Nyugat-Magyarország főkormánybiztosává nevezte ki, Sigray Sopron, Vas, Moson és Zala vármegyét irányította.
1920-ban Svájcban teljesített diplomáciai szolgálatot. Feladatát az amerikaiak körüli lobbizás jelentette, ennek révén próbálta meg elérni, hogy a magyarok kedvezőbb elbírálást nyerjenek a párizsi békekonferencián.
IV. Károly második visszatérési kísérletének idején, 1921 októberében csatlakozott a királyhoz, emiatt a „puccs” összeomlása után tíz hétig vizsgálati fogságban tartották. Habsburg Ottó 1934-ben – gróf Károlyi József halála után – Sigray Antalt bízta meg a magyar legitimista politika irányításával. 1920-tól 1939-ig keresztény ellenzéki programmal nemzetgyűlési, ill. országgyűlési képviselőként működött. Többször emelte fel a hangját a kormány ellen a legitimista elveit képviselve. Baráti köréhez tartozott a szintén legitimista politikusok őrgróf Pallavicini György és boldogfai Farkas Tibor.
Gróf Károlyi József (1884–1934) halála után Ottó királyfi gróf Sigray Antal országgyűlési képviselőt bízta meg a magyar legitimista politika irányításával; Apponyi gróf halála óta Sigray Antal gróf Zichy János gróf mellett a legitimizmus egyik leghivatottabb képviselője volt.
1939-től a Felsőház tagja volt. 1943. december 14-én ott fellépett Magyarországnak a háborúból való kilépése és a békekötés mellett. 1944. március 19-én, Magyarország német megszállásakor Úri utcai palotájából elhurcolták, és a mauthauseni koncentrációs táborba zárták. A tábor felszabadulásakor már súlyos betegen került Svájcba, onnan az USA-ba, ahol fogsága alatt szerzett betegségében meghalt. Vas vármegyei birtokán (Ivánc) angol telivér derbinyerő lovakat tenyésztett. Támogatója volt a sportegyesületeknek, főleg az ökölvívásnak.

### Családja
1910. március 29-én, New York-ban feleségül vette Harriot Holmes Daly-t (1887-1948), aki egyetlen leánygyermeket szült neki:
- Margit Mária Lujza Júlia Klára Antoinette (1910–1984); férje báró Bakách-Bessenyey György (1892–1959) diplomata

Leszármazottai 2022-ben Iváncnak adományozták a gróf hagyatékát.